# Чемпіонат Львівського окружного футбольного союзу 1922
Чемпіонат Львівського окружного футбольного союзу 1922 (пол. Mistrzostwo Lwowskiego Związku Okręgowego Piłki Nożnej 1922) — футбольні змагання за титул чемпіона Львівського окружного футбольного союзу, які проводились на території Станиславівського, Тернопільського та Львівського (без команд Ряшева, які виступали у складі Краківського округу) воєводств. Змагання проходили у трьох класах: Клас «A», Клас «B» та Клас «C».
Чемпіон округу брав участь у чемпіонаті Польщі.

## Клас «A»
У класі «A» в змаганнях взяли участь п'ять команд. До минулорічних учасників добавилися львівська «Лехія» (краща самостійна команда класу «В» попереднього сезону), та перемишльська «Полонія» і станиславівська «Ревера». Перемишльська «Полонія» подала протест до ПФС (пол. PZPN), що її як команду, яка брала участь у незавершеному чемпіонаті 1920 року у Класі «A», в 1922 році незаслужено перевели в Клас «В». ПФС рекомендував ЛОФС (пол. LZOPN) повернути «Полонію» в Клас «A». Разом з «Полонією» повернули і «Реверу».
Чемпіонами округу знову стали футболісти «Погоні», в складі якої виступали:  Мечислав Кухар, Тадеуш Іґнаровіч, Владислав Олєярчик, Едвард Ґуліч, Людвік Шнайдер, Казімеж Вуйціцький, Мечислав Бач, Юзеф Ґарбєнь, Вацлав Кухар, Юзеф Слонецький, Антоній Юрас (Фелікс Асланович).
| М  | Команда/Місто            | 1    | 2   | 3   | 4    | 5    | І | В | Н | П  | М'ячі | СМ   | О  |
| -- | ------------------------ | ---- | --- | --- | ---- | ---- | - | - | - | -- | ----- | ---- | -- |
|    | ЛКС «Погонь» Львів       |      | 4:2 | 9:0 | 9:02 | 8:01 | 8 | 8 | 0 | 0  | 54-4  | 13,5 | 16 |
|    | 1.ЛКС «Чарні» Львів      | 0:53 |     | 4:0 | 2:0  | 8:2  | 8 | 5 | 0 | 3  | 23-17 | 1,35 | 10 |
| 3. | ЛСКС «Лехія» Львів       | 1:5  | 1:2 |     | 6:3  | 2:1  | 8 | 4 | 0 | 4  | 17-29 | 0,58 | 8  |
| 4. | ПКС «Полонія» Перемишль  | 1:6  | 5:2 | 2:3 |      | 4:1  | 8 | 3 | 0 | 5. | 21-33 | 0,63 | 6  |
| 5. | СКС «Ревера» Станиславів | 0:8  | 0:3 | 3:4 | 4:6  |      | 8 | 0 | 0 | 8  | 11-43 | 0,25 | 0  |

1 — матч 2 квітня 1922 року «Поґонь» — «Ревера», який проходив за холодної, сніжної погоди, був зупинений за 67-й хвилині при рахунку 8:0 на користь «Погоні», — оскільки кілька футболістів команди гостей залишили поле, бо дуже змерзли. Львівський окружний футбольний союз призначив дограти 23-и хвилини перед матчем відповіддю. Невідомо чи відбулось догравання, але ЛОФС затвердив результат 8:0.
2 — обидва матчі «Полонія» — «Поґонь» відбулись у Перемишлі, і були приурочені до відкриття стадіону «Полонії».
3 — матч 25 травня 1922 року «Чарні» — «Поґонь» не відбувся через неявку команди «Поґоні». Суддя зафіксував технічний результат 5:0 на користь «Чарних». «Поґонь» подала протест у Польський футбольний союз, оскільки два провідні футболісти «Поґоні», Вацлав Кухар та Юзеф Ґарбень грали за збірну у Стокгольмі проти збірної Швеції (Польща виграла 2:1, Ґарбень забив переможний гол) і матч мав бути перенесений на пізніший термін. За рекомендацією ПФС Львівський окружний футбольний союз призначив перегравання матчу, але тепер вже не з'явились на матч «Чарні» і їм було зараховано поразку 0:5.

## Клас «B»
Значне розширення класу «В». Всі команди були поділені на три підокруги за територіальним принципом. Переможці підокругів у фіналі визначали переможця, який мав перейти в наступному сезоні у клас «А». Оскільки переможцем стала друга команда «Чарних», було проведено додатковий двоматч між кращою самостійною командою фінального етапу («Погонь» Стрий) та кращою самостійною командою підокругу, де виступали «Чарні ІІ» («Гасмонея» Львів). Перемогли львів'яни.
Наприкінці попереднього сезону Жидівський клуб спортовий змінив назву на ЖКС "Гасмонея (Львів), а Стрийський клуб спортовий повернувся до назви «Погонь».
ФІНАЛЬНИЙ ТУРНІР
| М  | Команда/Місто            | 1    | 2   | 3   | І | В | Н | П | М'ячі   | СМ   | О |
| -- | ------------------------ | ---- | --- | --- | - | - | - | - | ------- | ---- | - |
| 1. | «Чарні ІІ» Львів         |      | 6:2 | 3:0 | 4 | 4 | 0 | 0 | 18 : 2  | 9,0  | 8 |
| 2. | СКС «Погонь» Стрий       | 0:5* |     | 4:1 | 4 | 2 | 0 | 2 | 10 : 13 | 0,77 | 4 |
| 3. | ЖКС «Гакоах» Станиславів | 0:4  | 1:4 |     | 4 | 0 | 0 | 4 | 2 : 15  | 0,13 | 0 |

* — технічний результат
| Матчі за право виступати в Класі «А»:   |
| --------------------------------------- |
| ЖКС "Гасмонея (Львів)↑ — «Погонь» Стрий |
| 3:1, 3:3                                |

### Груповий турнір
Підокруг Львів
| М  | Команда/Місто        | 1   | 2   | 3   | 4    | І | В | Н | П | М'ячі   | СМ   | О  |
| -- | -------------------- | --- | --- | --- | ---- | - | - | - | - | ------- | ---- | -- |
| 1. | «Чарні ІІ» Львів     |     | 2:0 | 1:0 | 13:0 | 6 | 6 | 0 | 0 | 31 : 2  | 15,5 | 12 |
| 2. | «Погонь ІІ» Львів    | 2:6 |     | 4:1 | 6:0  | 6 | 3 | 0 | 3 | 18 : 15 | 1,2  | 6  |
| 3. | ЖКС «Гасмонея» Львів | 0:2 | 3:4 |     | 3:0  | 6 | 2 | 0 | 4 | 11 : 11 | 1,0  | 4  |
| 4. | «Лехія ІІ» Львів     | 0:7 | 3:2 | 0:4 |      | 6 | 1 | 0 | 5 | 3 : 35  | 0,08 | 2  |

| М  | Команда/Місто        | 1   | 2   | 3   | І | В | Н | П | М'ячі   | СМ   | О |
| -- | -------------------- | --- | --- | --- | - | - | - | - | ------- | ---- | - |
| 1. | СКС «Погонь» Стрий   |     | 5:0 | 2:0 | 4 | 3 | 1 | 0 | 10 : 2  | 5,0  | 7 |
| 2. | Полонія ІІ Перемишль | 1:1 |     | 6:3 | 4 | 1 | 2 | 1 | 10 : 12 | 0,83 | 4 |
| 3. | СКС «Корона» Самбір  | 1:2 | 3:3 |     | 4 | 0 | 1 | 3 | 7 : 13  | 0,53 | 1 |

| М  | Команда/Місто            | 1    | 2   | 3    | І | В | Н | П | М'ячі  | СМ   | О |
| -- | ------------------------ | ---- | --- | ---- | - | - | - | - | ------ | ---- | - |
| 1. | ЖКС «Гакоах» Станиславів |      | 5:5 | 5:01 | 4 | 2 | 2 | 0 | 16 : 6 | 2,66 | 6 |
| 2. | ПКС «Креси» Тернопіль    | 1:1  |     | 3:0  | 4 | 2 | 2 | 0 | 13 : 8 | 1,62 | 6 |
| 3. | «Ревера ІІ» Станиславів  | 0:52 | 2:4 |      | 4 | 0 | 0 | 4 | 2 : 17 | 0,11 | 0 |

1- результат матчу «Гакоах» — «Ревера ІІ» — 4:1 анульовано, оскільки за «Реверу» виступав незаявлений гравець. «Гакоягу» присуджено перемогу 5:0.
2- результат матчу «Ревера ІІ» — «Гакоах» — 2:2 анульовано. «Ревері» присуджено технічну поразку 0:5.

## Клас «C»
У класі «С» всі команди були розділені на 5 підокругів. У львівському підокрузі було створено дві групи. Підвищення в класі здобули по дві кращі команди від кожної групи: РКС та  «Ютженка» від першої групи, а  «Орлєнта» та  «Бялі» від другої.
Наразі не має інформації чи були зіграні матчі між переможцями підокругів («Гаґібор» — «Гакояг» та «Сокіл» — «Єгуда») за право виступати в класі «В», але в ранзі піднялись тільки «Гаґібор» та «Сокіл».
Знову Львівський окружний футбольний союз не зміг підбити підсумки змагань серед команд класу «C». Під кінець року ЛОФС вимагав від клубів подати інформацію про зіграні ними матчі.
Таблиці складено на підставі відомих результатів.

1.ЛЬВІВСЬКИЙ ПІДОКРУГ
Група І.
| М  | Команда/Місто           | 1    | 2    | 3    | 4   | 5   | 6   | 7   | 8   | І  | В  | Н | П | М'ячі   | СМ   | О  |
| -- | ----------------------- | ---- | ---- | ---- | --- | --- | --- | --- | --- | -- | -- | - | - | ------- | ---- | -- |
| 1. | «Чарні ІІІ» Львів       |      | 3:2  | 3:1  | 4:1 | 5:1 | 5:0 | 6:2 | 4:0 | 14 | 11 | 1 | 2 | 51 : 22 | 2,31 | 23 |
| 2. | «Погонь ІІІ» Львів      | 5:0  |      | 2:1  | 4:1 | 3:1 | 5:0 | 4:0 | 8:0 | 13 | 10 | 0 | 3 | 46 : 15 | 3,06 | 20 |
| 3. | РКС Львів               | 2:4  | 3:2  |      |     | 2:1 | 5:2 | 4:1 | 6:0 | 11 | 6  | 0 | 5 | 31 : 23 | 3,34 | 12 |
| 4. | ЖКС «Гасмонея ІІ» Львів | 5:0* |      | 5:0  |     | 2:1 |     | 5:1 | 4:0 | 8  | 5  | 0 | 3 | 24 : 12 | 2,0  | 10 |
| 5. | ЖКС «Ютженка» Львів     | 1:4  | 5:0* |      |     |     | 0:0 | 4:2 |     | 11 | 4  | 1 | 6 | 22 : 22 | 1,0  | 9  |
| 6. | ЖКС «Аматожи» Львів     | 0:5  | 0:2  |      | 2:1 | 0:4 |     | 0:0 | 1:1 | 12 | 2  | 3 | 7 | 9 : 30  | 0,3  | 7  |
| 7. | ЖРКС «Метал» Львів      | 2:2  | 1:5  | 3:2  |     | 3:2 | 1:4 |     |     | 11 | 2  | 2 | 7 | 16 : 38 | 0,42 | 6  |
| 8. | КС «Унія» Львів         | 0:6  | 0:4  | 0:52 |     | 1:2 | 1:0 |     |     | 10 | 1  | 1 | 8 | 3 : 40  | 0,07 | 3  |

|   |
|   |
|   |
| ↑ |
|   |
| ↑ |

Група ІІ.
| М  | Команда/Місто            | 1    | 2   | 3   | 4    | 5   | 6    | 7   | 8   | 9    | І  | В | Н | П | М'ячі   | СМ   | О  |
| -- | ------------------------ | ---- | --- | --- | ---- | --- | ---- | --- | --- | ---- | -- | - | - | - | ------- | ---- | -- |
| 1. | «Чарні IV» Львів         |      | 2:0 | 3:0 | 5:03 | 5:1 | 6:1  | 9:1 | 3:0 | 5:0* | 12 | 9 | 2 | 1 | 44 : 11 | 4,0  | 20 |
| 2. | ЛСКС «Орлята» Львів      | 2:2  |     | 1:0 | 4:0  | 4:1 | 2:0  | 2:1 | 2:0 |      | 10 | 6 | 2 | 2 | 19 : 9  | 2,11 | 14 |
| 3. | «Погонь IV» Львів        | 5:0* | 1:1 |     | 3:0  | 4:0 | 1:0  |     | 2:1 |      | 13 | 5 | 3 | 5 | 21 : 21 | 1,0  | 13 |
| 4. | ЛКС «Бялі» Львів         | 0:0  | 2:1 | 4:1 |      | 2:1 | 2:34 |     | 6:0 |      | 11 | 4 | 2 | 5 | 18 : 23 | 0,78 | 10 |
| 5. | ЖКС «Гасмонея ІІІ» Львів |      |     | 3:1 | 1:1  |     |      |     | 2:0 | 7:1  | 9  | 3 | 2 | 4 | 18 : 20 | 0,9  | 8  |
| 6. | КС «Стшелєц» Львів       | 1:4  |     | 2:2 | 4:1  | 2:2 |      | 3:3 | 1:1 |      | 10 | 2 | 4 | 4 | 17 : 24 | 0,7  | 8  |
| 7. | «Лехія ІІІ» Львів        |      |     | 5:0 |      |     |      |     | 4:0 | 7:0  | 7  | 3 | 1 | 3 | 23 : 18 | 1,27 | 7  |
| 8. | ЖКС «Одвет»1 Львів       |      |     | 1:1 |      |     |      | 4:2 |     |      | 10 | 1 | 2 | 7 | 7 : 27  | 0,25 | 4  |
| 9. | Дантистичний КС Львів    |      |     |     |      |     |      |     | 4:0 |      | 4  | 1 | 0 | 3 | 5 : 19  | 0,26 | 2  |

|   |
|   |
| ↑ |
|   |
| ↑ |

* — технічний результат.
На початку чемпіонату спортивний клуб «Союзу стрілецького» (пол. Związek Strzelecki) КС «Стшелєц» виступав як «Звйонзек стшелєцкі».
1 — ЖКС «Одвет» з 13 липня 1922 року звільнено від ігор, у всіх не зіграних матчах команді присуджено технічні поразки, а суперникам присуджено перемогу 5:0 (не має точної інформації які матчі були не зіграно).
2 — в матчі «Унія» — РКС, за рахунку 0:3 «Унія» покинула поле.
3 — в матчі «Чарні IV» — «Бялі», «Чарним» присуджено перемогу 5:0 за схід з поля "Бялих.
4 — матч «Бялі» — «Звйонзек стшелецкі» був зупинений на 19-й хвилині 2-го тайму через погодні умови.
| М  | Команда/Місто            | 1    | 2    | 3   | 4    | І | В | Н | П | М'ячі   | СМ   | О |
| -- | ------------------------ | ---- | ---- | --- | ---- | - | - | - | - | ------- | ---- | - |
| 1. | КС «Сокіл» Станиславів   |      | 0:52 | 7:0 | 1:1  | 5 | 3 | 1 | 1 | 18 : 6  | 3,0  | 7 |
| 2. | «Ревера ІІІ» Станиславів | 0:5  |      | 8:1 | 7:1  | 6 | 3 | 0 | 3 | 21 : 14 | 1,5  | 6 |
| 3. | «Гакоах ІІ» Станиславів  | 0:5* | 5:0* |     | 1:03 | 6 | 2 | 1 | 3 | 8 : 21  | 0.38 | 5 |
| 4. | ЖКС «Йордан» Станиславів |      | 2:1  | 1:1 |      | 5 | 1 | 2 | 2 | 5 : 11  | 0?45 | 4 |

| М  | Команда/Місто           | 1          | 2          | 3          | 4          | 5          | 6          | 7          | 8          | І          | В          | Н          | П          | М'ячі      | СМ         | О          |
| -- | ----------------------- | ---------- | ---------- | ---------- | ---------- | ---------- | ---------- | ---------- | ---------- | ---------- | ---------- | ---------- | ---------- | ---------- | ---------- | ---------- |
| 1. | ЖКС «Гаґібор» Перемишль |            | 2:0        | 5:04       | 7:2        |            |            | 7:0        | 4:0        | 11         | 9          | 1          | 1          | 45 : 11    | 4,09       | 19         |
| 2. | ЯКС «Ярославія» Ярослав | 0:1        |            | 0:0        | 5:1        |            | 5:06       |            | 3:2        | 10         | 6          | 1          | 3          | 22 : 13    | 1,76       | 13         |
| 3. | ЖТГС «Дрор» Ярослав     | 0:3        | 0:5*       |            | 8:1        | 2:4        |            | 1:1        | 3:1        | 11         | 3          | 3          | 5          | 22 : 31    | 0,71       | 9          |
| 4. | ЛКС «Орел» Ланьцут      | 3:10       | 1:2        | 3:3        |            | 5:0*       | 5:06       | 4:1        | 3:2        | 11         | 4          | 1          | 6          | 29 : 41    | 0,70       | 9          |
| 5. | «Полонія ІІІ» Перемишль |            |            |            |            |            |            | 3:1        | 3:1        | 6          | 4          | 0          | 2          | 16 : 14    | 1,14       | 8          |
| 6. | ЖРКС «Лябор» Перемишль  | 4:1        |            |            |            | 2:1        |            |            | 4:0        | 5          | 3          | 0          | 2          | 10 : 12    | 0,83       | 6          |
| 7. | ЖКС «Гашахар» Перемишль | 1:4        | 1:2        | 5:05       |            |            |            |            | 5:0*       | 8          | 2          | 1          | 5          | 15 : 21    | 0,71       | 5          |
| 8. | ПКС «Спарта» Перемишль  | 1:1        | 5:0*       | 3:5        | 3:1        | 3:5        |            |            |            | 12         | 2          | 1          | 9          | 21 : 37    | 0,56       | 5          |
| 9. | ГКС «Чувай» Перемишль1  | Звільнений | Звільнений | Звільнений | Звільнений | Звільнений | Звільнений | Звільнений | Звільнений | Звільнений | Звільнений | Звільнений | Звільнений | Звільнений | Звільнений | Звільнений |

| М  | Команда/Місто        | 1         | 2         | 3         | І         | В         | Н         | П         | М'ячі     | СМ        | О         |
| -- | -------------------- | --------- | --------- | --------- | --------- | --------- | --------- | --------- | --------- | --------- | --------- |
| 1. | ЖКС «Гакояг» Стрий   |           | 2:0       |           | 2         | 1         | 0         | 1         | 5 : 4     | 1,25      | 2         |
| 2. | «Погонь ІІ» Стрий    | 4:3       |           |           | 2         | 1         | 0         | 1         | 4 : 5     | 0,8       | 2         |
| 3. | КС «Вавель» Дрогобич |           |           |           | 0         | 0         | 0         | 0         | 0 : 0     |           | 0         |
| 4. | «Корона ІІ» Самбір1  | Звільнена | Звільнена | Звільнена | Звільнена | Звільнена | Звільнена | Звільнена | Звільнена | Звільнена | Звільнена |

| М  | Команда/Місто          | 1   | 2    | 3   | 4    | 5    | І | В | Н | П | М'ячі   | СМ   | О |
| -- | ---------------------- | --- | ---- | --- | ---- | ---- | - | - | - | - | ------- | ---- | - |
| 1. | ЖКС «Єгуда» Тернопіль  |     | 1:0  |     |      | 3:0  | 6 | 4 | 1 | 1 | 11 : 6  | 1,83 | 9 |
| 2. | СКС «Злочовія» Золочів | 0:1 |      | 4:1 | 5:0* | 5:0* | 7 | 4 | 0 | 3 | 17 : 8  | 2,12 | 8 |
| 3. | ЖКС Золочів            | 1:2 |      |     |      |      | 4 | 2 | 0 | 2 | 9 : 10  | 0,9  | 4 |
| 4. | «Креси ІІ» Тернопіль   | 3:2 | 0:3  | 1:3 |      | 4:1  | 5 | 2 | 0 | 3 | 8 : 14  | 0,57 | 4 |
| 5. | СКС «Сенява» Бережани  | 2:2 | 5:0* | 3:4 |      |      | 6 | 1 | 1 | 4 | 11 : 18 | 0,61 | 3 |

* — технічний результат (неявка).
В ході чемпіонату КС «Вавель» Дрогобич змінив назву на Польський клуб спортовий (ПКС) Дрогобич.
1 — після початку чемпіонату «Корона ІІ» Самбір та ГКС «Чувай» Перемишль звільнено від ігор.
2 — в матчі «Сокіл» Станиславів — «Ревера ІІІ», «Соколу» зараховано технічну поразку 0:5, оскільки він вчасно не проінформував суперника про час початку матчу.
3 — матч «Гакоах ІІ» — «Йордан» 3 травня був зупинений на 10-й хвилині при рахунку 1:0 через погану погоду та стан поля.
4 — в матчі «Гаґібор» — «Дрор» за рахунку 5:0 «Дрор» залишив поле.
5 — в матчі «Гашахер» — «Дрор» за рахунку 1:1 «Дрор» залишив поле. Їм зараховано технічну поразку 0:5.
6 — за зіграний 28 травня 1922 року матч із львівською «Україною», яка не була членом Польського футбольного союзу («Україна» виграла 3:2), ЖРКС «Лябор» з 9 червня дискваліфіковано на 6 тижнів, а в матчах із суперниками які мали відбутись, їм зараховано поразки 0:5.

## Чемпіонат Польщі
В 1922 році в чемпіонаті Польщі взяли участь вісім переможців окружних змагань, які були розділені на дві групи. Львівська «Погонь» виступала в південній групі разом з чемпіоном Польщі попереднього сезону краківською «Краковією», чемпіоном Верхньої Сілезії (пол. Górny Śląsk) «Рухом» з Великих Гайдуків (Бісмаркгута) (зараз в складі Хожува) та військовим клубом із Любліна. Львівяни поступились «Краковії» з великим рахунком, але здобувши перемоги над аутсайдерами вийшли у фінал завдяки кращому співвідношенню м'ячів.
У фіналі «Поґонь» зустрілись із переможцем північної групи познанською «Вартою», яка в своїй групі була кращою від ЛКС із Лодзі, варшавської «Полонії» та «Стрільця» із Вільно. У складному двобої перемогла «Поґонь». У другому матчі на власному полі програючи по ходу матчу 0:2, львівяни вирвали перемогу 4:3.
Чемпіонами Польщі в складі «Погоні» стали: Владислав Гачевський, Тадеуш Іґнаровіч, Владислав Олєярчик, Едвард Ґуліч, Казімеж Вуйціцький, Людвік Шнайдер, Ян Воляк, Юзеф Слонецький, Юзеф Ґарбєнь, Вацлав Кухар, Мечислав Бач, Антоні Юрас.
Тренер: Карл Фішер «Чарлі» (Австрія)

Південна група.
| М  | Команда/Місто        | І | В | Н | П | М'ячі | СМ   | О  |
| -- | -------------------- | - | - | - | - | ----- | ---- | -- |
| 1. | «Поґонь» Львів       | 6 | 5 | 0 | 1 | 37:6  | 6,16 | 10 |
| 2. | «Краковія» Краків    | 6 | 5 | 0 | 1 | 34:7  | 4,85 | 10 |
| 3. | ВКС Люблін           | 6 | 1 | 0 | 5 | 6:32  | 0,18 | 2  |
| 4. | «Рух» Великі Гайдукі | 6 | 1 | 0 | 5 | 6:38  | 0,15 | 2  |

| Львів | Виїзд |
| -     |       |
| 3:2   | 1:4   |
| 4:0   | 11:01 |
| 12:0  | 6:0   |

1 — обидва матчі між ВКС Люблін та «Поґоню» Львів відбулись у Любліні.

### Фінал
15 жовтня 1922 року
«Варта» (Познань) — «Погонь» (Львів) — 1:1 (0:0)
22 жовтня 1922 року
«Погонь» (Львів)  — «Варта» (Познань)  — 4:3 (0:1)
Кращі бомбардири чемпіонату Польщі: Вацлав Кухар («Погонь») — 21; Мечислав Бач («Погонь») — 14;